# Contea di Meade (Dakota del Sud)
La contea di Meade ( in inglese Meade County ) è una contea dello Stato del Dakota del Sud, negli Stati Uniti. La popolazione al censimento del 2000 era di 24 253 abitanti. Il capoluogo di contea è Sturgis.